# Poiseul-la-Ville-et-Laperrière
Poiseul-la-Ville-et-Laperrière is een gemeente in het Franse departement Côte-d'Or (regio Bourgogne-Franche-Comté) en telt 170 inwoners (2005). De plaats maakt deel uit van het arrondissement Montbard.

## Geografie
De oppervlakte van Poiseul-la-Ville-et-Laperrière bedraagt 22,9 km², de bevolkingsdichtheid is 7,4 inwoners per km².
De onderstaande kaart toont de ligging van Poiseul-la-Ville-et-Laperrière met de belangrijkste infrastructuur en aangrenzende gemeenten.

## Demografie
Onderstaande figuur toont het verloop van het inwonertal (bron: INSEE-tellingen).

1. ↑  Populations de référence 2022.